# Pseudohyaleucerea melanthus
Pseudohyaleucerea melanthus är en fjärilsart som beskrevs av Stoll 1782. Pseudohyaleucerea melanthus ingår i släktet Pseudohyaleucerea och familjen björnspinnare. Inga underarter finns listade.